# Urodera
Urodera is een geslacht van kevers uit de familie bladkevers (Chrysomelidae).
De wetenschappelijke naam van het geslacht werd in 1848 gepubliceerd door Jean Théodore Lacordaire.

## Soorten
- Urodera cryptocephaloides Moldenke, 1981
- Urodera monrosi Moldenke, 1981
- Urodera neffi Moldenke, 1981